# Calkoen
Calkoen (ook: Van Beeck Calkoen) is een Amsterdamse regentenfamilie uit de 17e en 18e eeuw. De Calkoens waren allen lakenververs of kooplieden, zowel op de Levant als op Oost-Indië, maar oefenden ook bestuurlijke functies uit. Ze bleven tot ongeveer 1765 in lakenstoffen handelen.
De Calkoens behoren tot de Nederlandse adel en het patriciaat.

## Geschiedenis
De familie Calkoen stamt af van Jan Willemsz. van Dort(h) (ca. 1575-1624). Hij was afkomstig uit het graafschap Zutphen. Jan Willemsz. trouwde te Kleef met de in Deventer geboren Alida Temminck (-1651). Jan Willemsz kwam met een stiefzoon uit het eerste huwelijk van zijn vrouw rond 1600 naar Amsterdam en vestigde zich daar als lakenkoper. Zijn manufactuur lag in de Barber(en)straat, in een pand genaamd De Blauwe Calkoen. Van de huisnaam met een kalkoen in de gevel is de familienaam afgeleid. Het bedrijf was vermoedelijk een voormalig klooster dat bij de Alteratie van Amsterdam in handen van de stad was gekomen en ter beschikking gesteld om de werkgelegenheid te verbeteren.
Jan Willemszoon van Dort(h) werd op 24 mei 1603 tot poorter van de stad Amsterdam ingeschreven onder de naam Jan Willemszoon Calkoen. Hij stierf te Amsterdam 18 sept. 1624. Uit zijn huwelijk met Alida Temminck kwamen zes kinderen voort: Arent (1602-1660), een lakenverver; Willem (1604-1667), een goudsmid; Elisabeth die trouwde met een goudsmit; Engelbert (1609-1669), een bierbrouwer; de lakenverver Claes (1612-1687), en Isaac (1617-1672) een wijnverlater. Vanwege het feit dat van hun dopen geen registratie is gevonden, een aantal huwelijken plaatsvond voor het gerecht en Aeltje en Aswerus, twee kleinkinderen, zich op volwassen leeftijd lieten dopen in de gereformeerde kerk lijkt de conclusie gerechtvaardigd dat de familie aanvankelijk doopsgezind was.

## Afbeeldingen

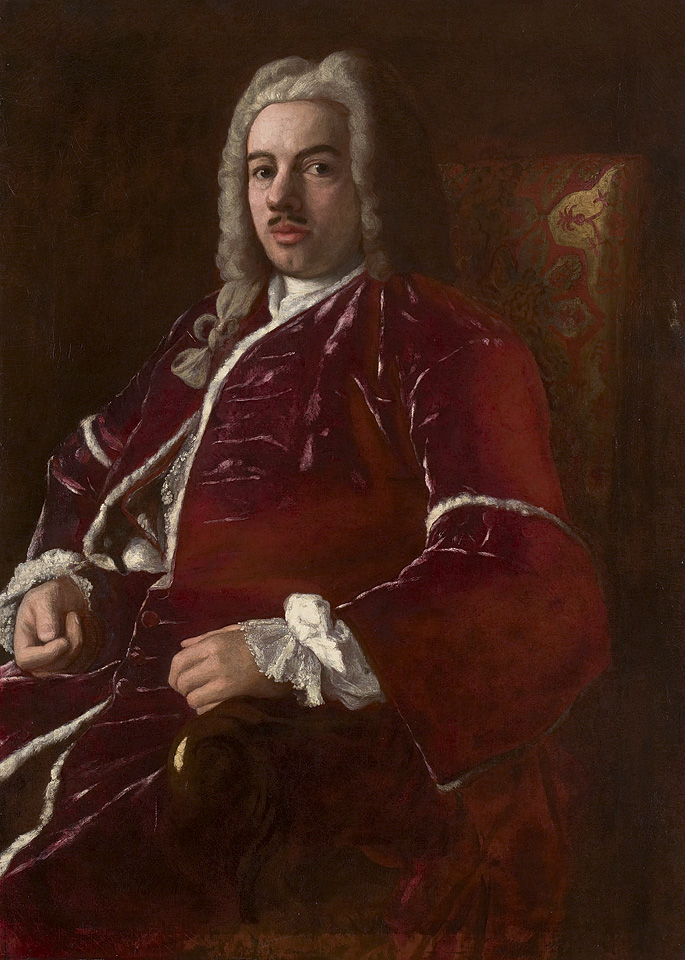
Cornelis Calkoen (1696-1764)
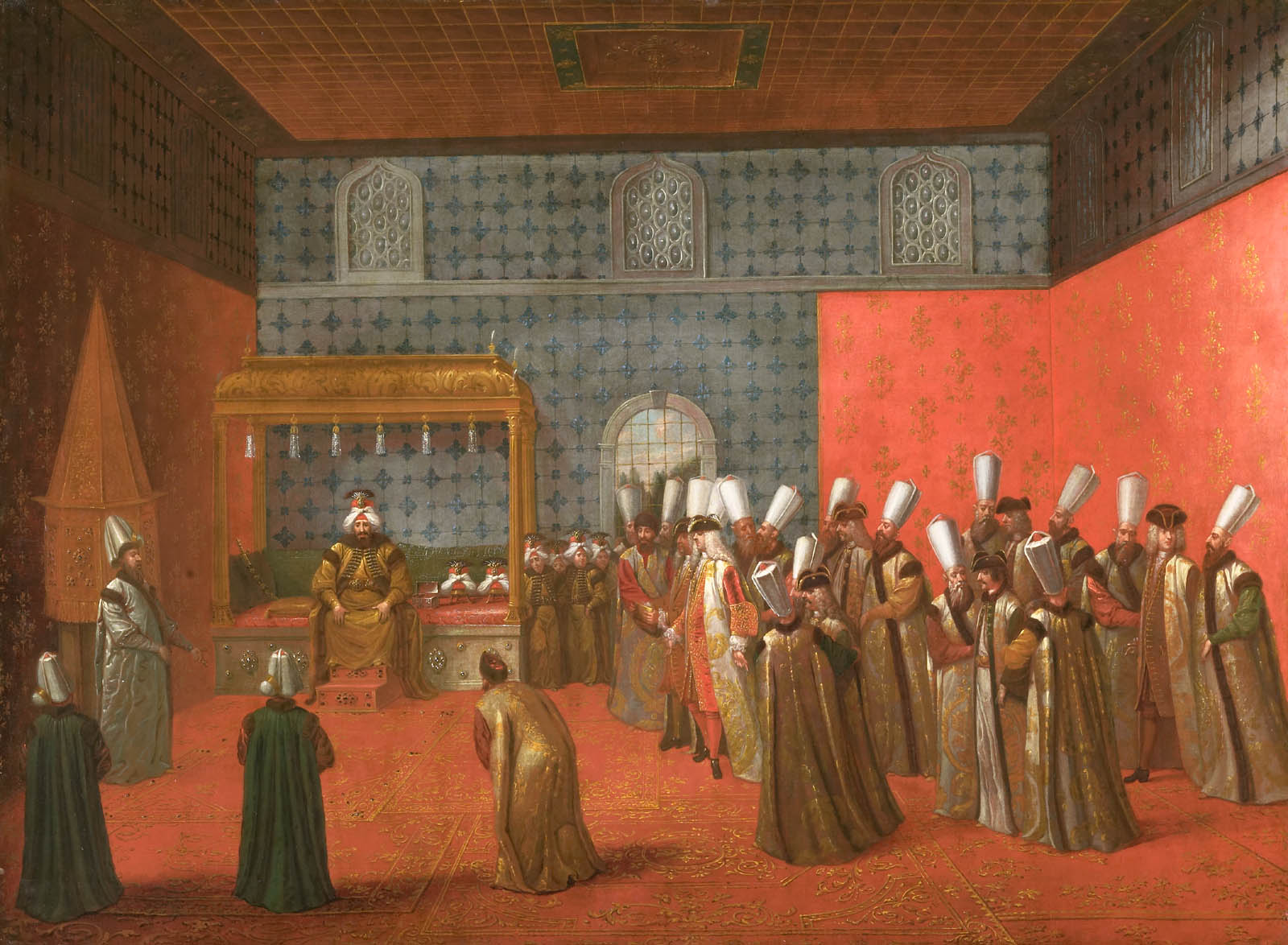
Cornelis Calkoen op bezoek bij de sultan Ahmed III
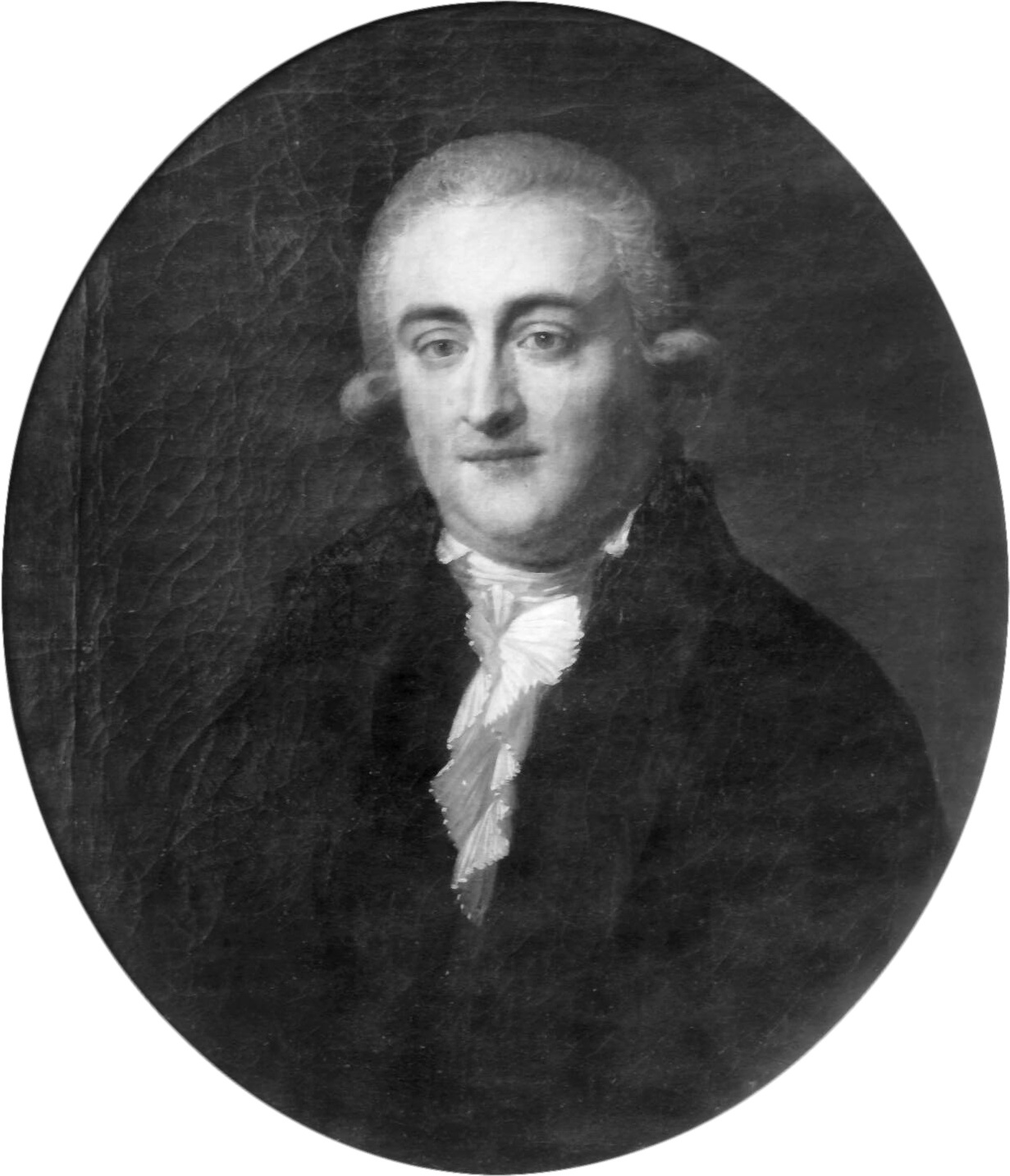
Nicolaas Calkoen (1753-1817)
Wapen verleend aan Abraham Calkoen, volgens Koninklijk Besluit van 18 april 1828
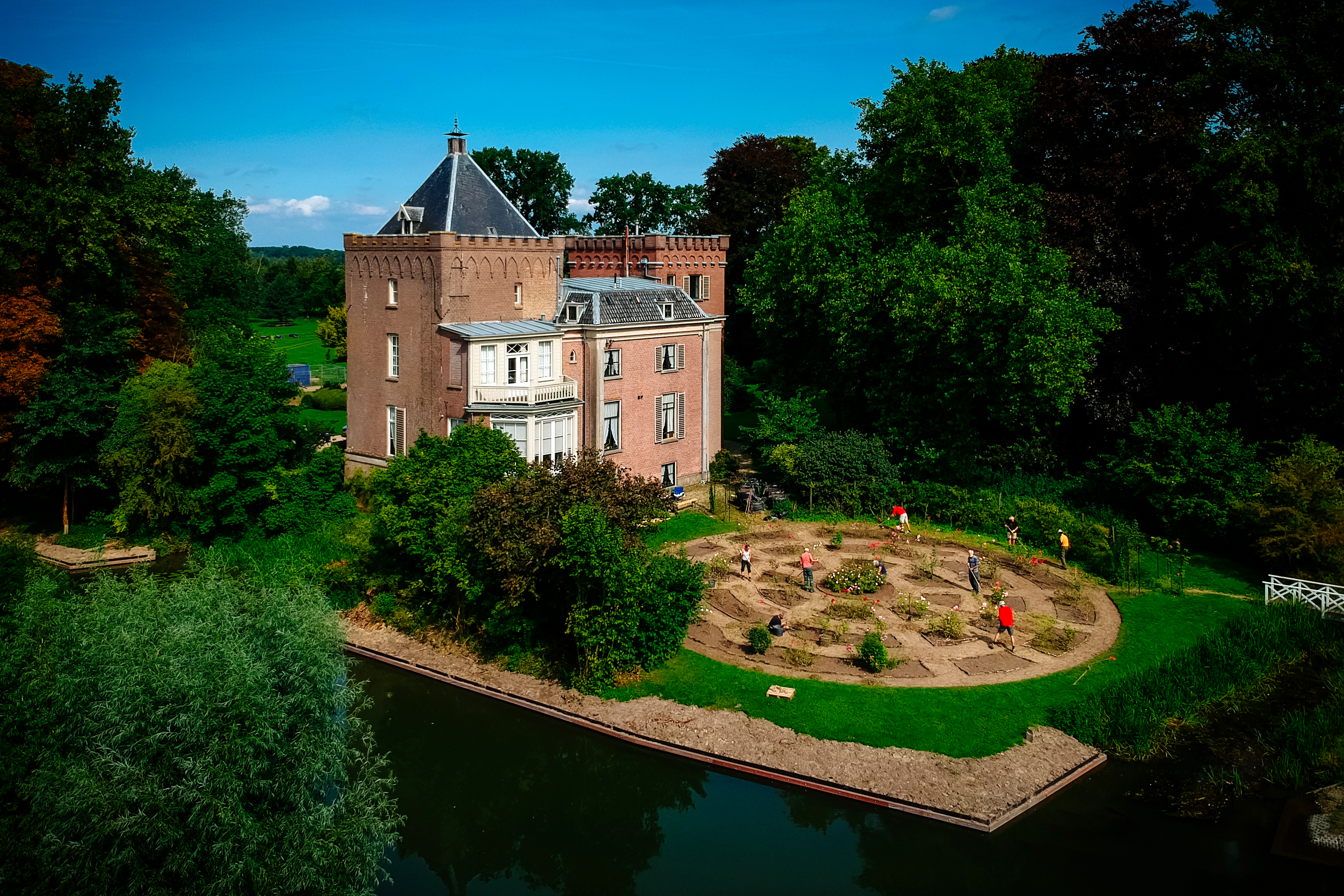
Kasteel Rhijnestein, tussen 1803 en 2022 bewoond door telgen uit de familie Calkoen

## Familierelaties
Jan Willemsz. Calkoen (†1624)
- Willem Calkoen (ca. 1604-1671)
  - Johannes Wilhelm Calkoen (1628-1677)
    - Wilhelmus Calkoen (1664-1738)
      - ds. Johannes Calkoen (1709-1778)
        - ds. Wilhelmus Jabes Calkoen (1735-1802)
          - prof. dr. Jan Frederik van Beeck Calkoen (1772-1811), hoogleraar; trouwde in 1803 met Isabella van Westrenen, vrouwe van Rijnesteyn (1778-1846) waardoor Kasteel Rhijnestein in de familie Calkoen kwam
            - Aarnoud Jan van Beeck Calkoen (1805-1874), onder andere lid Provinciale en Gedeputeerde Staten van Utrecht
              - mr. Aarnoud Willem van Beeck Calkoen (1842-1922), onder andere lid Provinciale en Gedeputeerde Staten van Utrecht
                - mr. Willem Jabes van Beeck Calkoen (1871-1945), onder andere burgemeester van Bunnik, Odijk en Werkhoven en lid Provinciale Staten van Utrecht
                  - mr. Frans Jabes van Beeck Calkoen (1905-1994), burgemeester van Ouderkerk aan den IJssel en Baarn
                    - mr. Alphert Willem Jabes van Beeck Calkoen (1946), burgemeester van Baflo en Hengelo; trouwde in 1973 met Louise Elise van Dam van Isselt (1948), telg uit het geslacht Van Dam van Isselt en dochter van diplomaat Edmond Willem Pieter van Dam van Isselt (1915-2005)

                  - Johan Adriaan Paulus van Beeck Calkoen (1912-1992), medewerker AKZO
                    - mr. Adrienne Johanna Margaretha van Beeck Calkoen (1948), oud-rechter; trouwde in 1970 met drs. Willem Breedveld (1945-2010), journalist en docent

                - Isabella van Beeck Calkoen (1883-1945), beeldhouwster

            - Mr. Willem Jabes van Beeck Calkoen, heer van Rhijnestein (1806-1895), hoogheemraad en heemraad, bewoner van huis Steenisweerd te Cothen
              - Paulina Johanna Maria van Beeck Calkoen (1837-1865); trouwde in 1860 met jhr. mr. Carel Cypriaan Gerard de Pesters (1869-1915), burgemeester van Wijk bij Duurstede en telg uit het geslacht De Pesters
              - Willem Aarnoud van Beeck Calkoen, heer van Rhijnestein (1846-1925), bestuurder en burgemeester van Cothen en Langbroek, lid van Provinciale Staten van Utrecht, bewoner van Kasteel Rhijnestein
                - Wilhelmus Frederik van Beeck Calkoen (1880-1960), burgemeester van Cothen en Langbroek, bewoner van Kasteel Rhijnestein
                  - Ir. Sara Johanna (Hansje) van Beeck Calkoen (1929-2022), docente en laatste bewoner uit het geslacht Calkoen van Kasteel Rhijnestein
                  - Françoise Elizabeth van Beeck Calkoen (1931-2016), bewoner van Kasteel Rhijnestein

                - Jacob Theodoor van Beeck Calkoen (1881-1958), bankdirecteur
                  - Henriëtta Maria Jacoba Hugonia van Beeck Calkoen (1913-1984), bibliothecaresse; was tussen 1946 en 1953 getrouwd met Alexander Voormolen (1895-1980), componist
                  - Jacob Theodoor Hugo van Beeck Calkoen (1916-1974), laboratoriumdirecteur
                    - Anna Helena van Beeck Calkoen (1945-1994), beeldend kunstenaar

    - Andries Calkoen (1668-1739), uit wie nog een bloeiende tak Calkoen
      - Joan Calkoen (1708-1781), notaris
        - Hendrik Calkoen (1742-1818), publicist
        - Andries Calkoen (1744-1802), representant van het volk van Amsterdam 1795
        - Martinus Joan Calkoen (1751-1805), makelaar in indigo en verfwaren
          - Wijnand Calkoen (1784-1837), makelaar
            - Martinus Joan Calkoen (1812-1888)
              - Mari Cornelis Calkoen (1844-1912)
                - Charles Calkoen (1873-1963), verzekeraar
                  - Mr. Albrecht Fredrik Calkoen (1913-1992), ambassadeur

  - Abraham Calkoen (1636-1690), uit wie nog een bloeiende tak Calkoen
    - dr. Petrus Calkoen (1661-1707), geneesheer
      - mr. Abraham Wilhelm Calkoen (1692-1754), advocaat
        - mr. Hendrik Joan Calkoen (1730-1789), advocaat
          - mr. Johannes Calkoen (1760-1826), secretaris en burgemeester van Vollenhove 1792-
            - ds. Hendrik Joan Calkoen (1792-1864), onder andere predikant te Winkel
              - ds. Antonie Casper Hendrik Calkoen (1831-1898), onder andere predikant te Winkel
                - Hendrik Joan Calkoen (1855-1937), leraar en botanicus
                  - Hendrik Joan Calkoen (1894-1979), kunstschilder, leraar en archeoloog
                    - Hendrik Joan Esmoreit (Joost) Calkoen (1926-2011), dagbladjournalist

              - Hendrik Jan Calkoen (1848-1923), onder andere burgemeester van Edam
- Claes Calkoen (1612-1687) uit de Niezel trouwde in 1634 met Elisabeth Danckerts, dochter van de Amsterdamse stadstimmerman Cornelis Danckerts uit de Nieuwe Doelenstraat. Elisabeth baarde dertien kinderen. Claes was voor zijn ondertrouw overgegaan naar de gereformeerde kerk en maakte zodoende meer kansen op een bestuurlijke carrière dan zijn broers. Hij was een roodverver, werkte samen met zijn broers Arent en Engelbert. Zijn lakenververij de Calkoen lag aan Bloemgracht 134.[9] Hij woonde aanvankelijk op Niezel, maar verhuisde naar de Keizersgracht, de Herengracht en uiteindelijk naar het huis van zijn schoonvader. Zijn kinderen trouwden met leden van bekende Amsterdamse regentengeslachten als Haeck, Slicher, en Trip.
  - Cornelis Calkoen (1639-1710), groothandelaar, schepen en raad van Amsterdam
    - mr. Nicolaas Calkoen (1666-1738), koopman en directeur van de Directie van de Levantse handel en de Navigatie op de Middellandse Zee
      - Jan Calkoen (1694-1768), burgemeester van Amsterdam
      - mr. Cornelis Calkoen (1696-1764), Nederlands diplomaat en ambassadeur in het Osmaanse rijk
      - mr. Nicolaes Calkoen (1698-1744) woonde in het Hof van Belmonte op Herengracht 586
        - mr. Abraham Calkoen, heer van Kortenhoef (1729-1796)
          - jhr. mr. Nicolaas Calkoen, heer van Kortenhoef (1753-1817), schepen, raad in de Admiraliteit van Amsterdam, directeur van de Sociëteit van Suriname (1784-17), getrouwd met Sara Maria van Loon (1761-1806). Op 24 november 1816 werd Calkoen door koning Willem I in de adelstand verheven waarmee hij het predicaat jonkheer verkreeg en uit wie de oudste Nederlandse adellijke tak die in 1876 uitstierf.
            - jhr. Abraham Calkoen (1780-1830), kolonel, commandant regiment kurassiers, nam deel aan de Veldtocht van Napoleon naar Rusland als Rode Lansier.[10][11]

          - mr. Abraham baron Calkoen (1774-1849). Hij werd op 20 februari 1816 verheven in de Nederlandse adel en verkreeg op 18 april 1828 de titel van baron bij eerstgeboorte. Uit hem stamt de jongste Nederlandse adellijke tak die thans nog nakomelingen kent.
            - Abraham baron Calkoen (1797-1873), raad en generaalmeester van 's Rijks munt, houtvester van Utrecht
              - Jhr. Godert Theodoor Adriaan Calkoen (1825-1900), rijksontvanger te Utrecht
                - Jhr. ir. Gerard Gillis Calkoen (1857-1935), civiel ingenieur en auteur

    - Cornelis Calkoen (1673-1721) schepen, trouwde met Jacoba Bors van Waveren (1666-1754), de zuster van Cornelis Bors van Waveren (zij liet 1,4 miljoen na aan haar kleinkinderen)